# Cinnamomum andersonii
Cinnamomum andersonii là loài thực vật có hoa trong họ Nguyệt quế. Loài này được Lukman. miêu tả khoa học đầu tiên năm 1889.